# 200-talet f.Kr.
Denna artikel handlar om seklet 200-talet f.Kr., åren 299-200 f.Kr. För decenniet 200-talet f.Kr., åren 209-200 f.Kr., se 200-talet f.Kr. (decennium).

## Händelser
- Byggandet av Kinesiska muren påbörjas.
- Arkimedes skruv uppfinns.
- 264–241: Första puniska kriget
- 218–201: Andra puniska kriget

## Födda
- 248 f.Kr. – Hannibal, karthagisk fältherre.

## Avlidna
- 212 f.Kr. – Arkimedes, grekisk matematiker, astronom och filosof.